# Vladímir Bóldyrev
El general del Ejército Ruso Vladímir Anatólievich Bóldyrev (en ruso: Влади́мир Анато́льевич Бо́лдырев; n. el 5 de enero de 1949) fue Comandante en Jefe de las Fuerzas Terrestres de Rusia (2008-2010).

## Biografía
Bóldyrev nació el 5 de enero de 1949 en Krasnoyarsky, Óblast de Volgogrado. Se graduó en la Escuela del Alto Mando Militar de Moscú (: ru: Московское высшее военное командное училище) en 1971, y en la Academia Frunze en 1978.
Se desempeñó en diversos puestos de mando en el Distrito Militar de Bielorrusia, y más tarde sirvió en el personal directivo del departamento de operaciones en el Distrito Militar de Transbaikalia. Luego se desempeñó como Comandante del Ejército de 36 en 1994, y como el comandante adjunto del Distrito Militar Transbaikalia en 1998.
En mayo de 2001, se trasladó a la posición del Comandante Adjunto Primero del Distrito Militar de Siberia, y más tarde se convirtió en comandante. Fue transferido a la posición del Comandante del Distrito Militar del Cáucaso del Norte en diciembre de 2002. Fue ascendido al rango de General del Ejército en diciembre de 2003.
En julio de 2004, asumió la posición del Comandante del Distrito Militar del Volga-Urales, que fue su tercera posición de comandante militar del Distrito. Él sirvió en esta posición hasta que se convirtió en Comandante en Jefe de las Fuerzas de Tierra en agosto de 2008. En 2010 fue dado de baja debido a la edad límite.